# Simone Gablan
Simone Gablan (Amsterdam, 23 december 1972) is een Nederlandse actrice en portretfotograaf.
Gablan studeerde in 2000 af aan de acteursopleiding Toneelschool Arnhem. Na haar opleiding heeft ze een halfjarige opleiding  aan The Lee Strasberg Institute te Los Angeles gevolgd. Daarna heeft ze een tijdje op toneel gestaan, verschillende gastrollen voor tv vertolkt en in films gespeeld. Als scenarioschrijfster heeft ze een korte kinderfilm op haar naam staan: Het Boze Oog (2007), geregisseerd door Diederik van Rooijen. 
Sinds 2015 is Gablan professioneel portretfotograaf. 

## Filmografie
Gablan heeft enkele films op haar naam staan:
- 1991: Rode oogjes, in een hoofdrol.[1]
- 1994: Pril Geluk, in een hoofdrol.[2]
- 2005: Mass, in een bijrol.[3]
- 2007: Het Boze Oog, als scenarioschrijfster.